# تشو يو (راكبة الكنو)
تشو يو (بالصينية: 周玉) هي راكبة الكنو صينية، ولدت في 23 يناير 1989 في آنشان في الصين.

## وصلات خارجية
- تشو يو على موقع الاتحاد الدولي للكانو (الإنجليزية)
- تشو يو على موقع أوليمبيديا (الإنجليزية)